# Iodure de rhodium(III)
L’iodure de rhodium(III) est un composé chimique de formule RhI3. Il s'agit d'un solide noir hygroscopique cristallisé dans le système monoclinique et le groupe d'espace C2/m (no 12) avec pour paramètres cristallins a = 677 pm, b = 1 172 pm, c = 683 pm et β = 109,3°, semblable à la structure cristalline du chlorure d'yttrium(III) YCl3. Il est insoluble dans l'eau, les acides et les solvants organiques.
On peut l'obtenir en faisant réagir du bromure de rhodium(III) RhBr3 avec une solution aqueuse d'iodure de potassium KI :
RhBr3 + 3 KI ⟶ RhI3 + 3 KBr.
Il peut également être obtenu en faisant réagir une solution aqueuse d'hexachlororhodate(III) de potassium K3RhCl6 avec une solution concentrée d'iodure de potassium :
2 K3[RhCl6] + 6 KI ⟶ 2 RhI3↓ + 12 KCl.